# Lycodon rufozonatus
Lycodon rufozonatum es una especie de serpiente nocturna de la familia Colubridae de Asia oriental. Tiene un tamaño de 70 cm de largo y se considera no venenosa. Se reconocen dos subespecies, una de las cuales es endémica de las Islas Ryūkyū.

## Descripción
Lycodon rufozonatus crece usualmente alrededor de los 70 centímetros alcanzando hasta los 130 cm en casos extremos. La cabeza es alargada y plana, está algo separada del cuello. Los ojos son de tamaño mediano, se abultan ligeramente y tiene las pupilas verticales. Las escamas ventrales tienen una quilla fuerte mientras que las escamas dorsales son débiles; el conteo de escamas suele ser 17:17:15 pero puede alcanzar 21:19:17.

## Distribución
L. rufozonatus se encuentra a través de una gran parte de Asia oriental, desde la peninsula Coreana en el norte (extendiéndose hasta la parte oriental de Rusia) hasta el norte de Laos y el sur de Vietnam, la mayor parte se encuentra en la China oriental. la población continental esta clasificada en la subespecie nominal (L. r. rufozonatus) una segunda subespecie, L. r. walli, se encuentra en el Archipiélago Ryukyu al sur de Japón.

## Comportamiento y ecología
Lycodon rufozonatus vive en una variedad amplia de hábitats, se pueden encontrar desde el nivel del mar hasta alturas de 2000 metros y comúnmente cerca de las llanuras, se le encuentra en el suelo, ocasionalmente se le ha visto nadando en las corrientes, es nocturna, se alimenta de pescados, ranas, lagartijas, serpientes y aves jóvenes. L. rufozonatus tiene una disposición leve a enroscarse en una masa esférica escondiendo la cabeza cuando se le acercan, también puede ser impredecible y algunas fácilmente llegan a morder. hay muy pocos reportes clínicos sobre la toxicología de las mordidas de L. rufozonatus. La especie parece no ser venenosa. L. rufozonatus puede estar infectada por tenias del género Spirometra. El consumo de carne cruda de L. rufozonatus ha resultado en casos de esparaganosis humana en Corea y Japón

## Historia taxonómica
La especie fue descrita por primera vez por Theodore Edward Cantor en un ensayo sobre la fauna de "Chusan" (Zhoushan, China) en Annals and Magazine of Natural History. Cantor la incluyó entre las especies "inocuas" (no venenosas) y la describió como "Parda, con varios anillos transversales carmesí, la superficia abdominal es de color perla, manchas negras en la cola"
es conocida por varios nombres comunes, entre estos: "la serpeinte rey asiática" "serpiente roja de anillos" "bungaro de bandas rojas" "serpiente de dientes impares/raros con anillos rojos" y "serpiente de anillos rojos"  "banded red snake", "red banded krait", "red banded odd-toothed snake" and "red-banded snake".